# Jardín de Angicos
Jardim de Angicos es un municipio del estado de Rio Grande do Norte localizado en la microrregión de Angicos. De acuerdo con el censo realizado por el IBGE (Instituto Brasileño de Geografía y Estadística) en el año 2000, su población es de 2.670 habitantes. Área territorial de 245 km².